# 尼羅瑟提斯桌山群

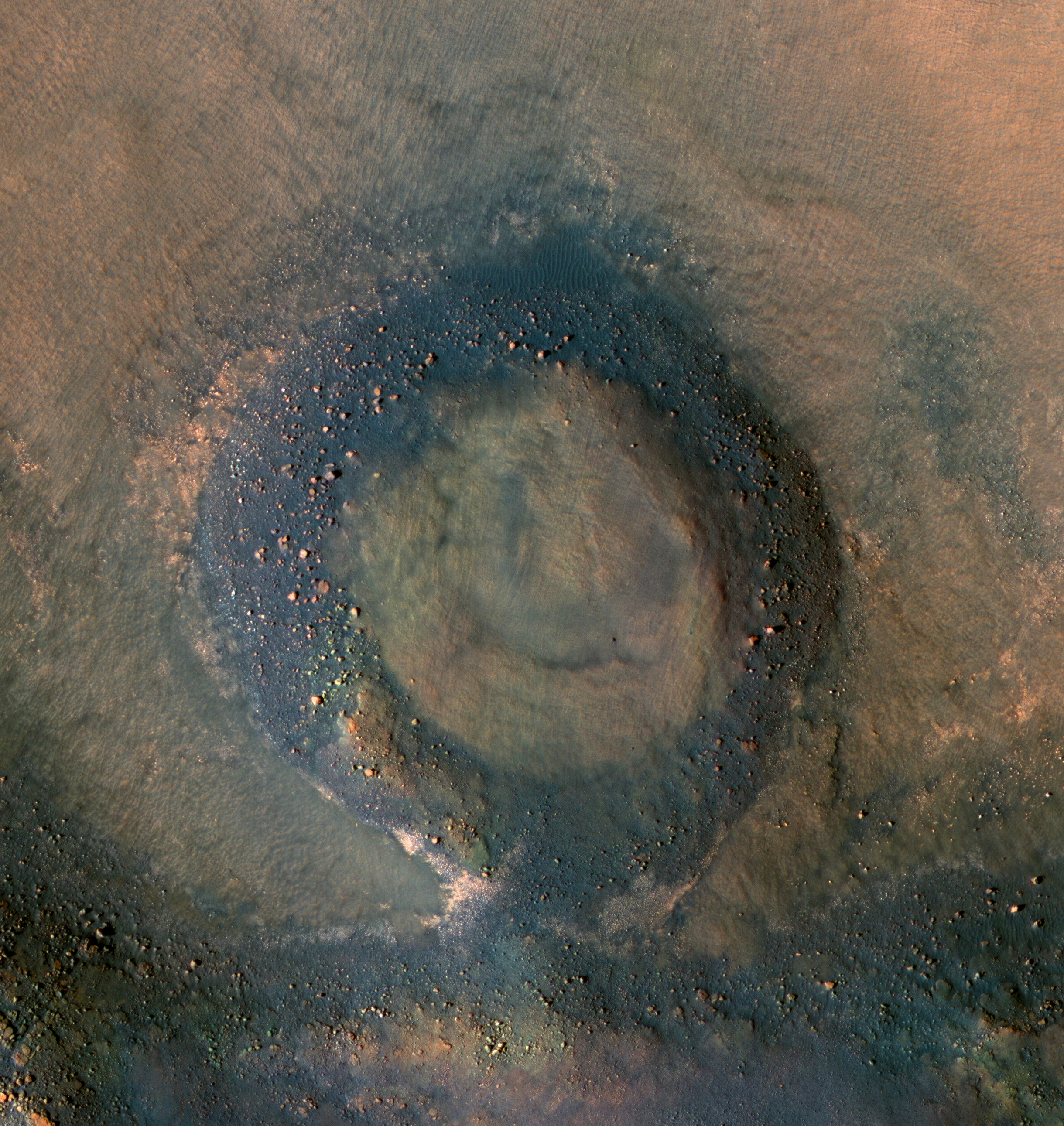
反转坑桌山，尼罗瑟提斯桌山群，它被认为是一座被侵蚀、填充的古老撞击坑，后来再次被侵蚀，所以现在成为一座四面绝壁的低矮平顶山。图像宽约900米。

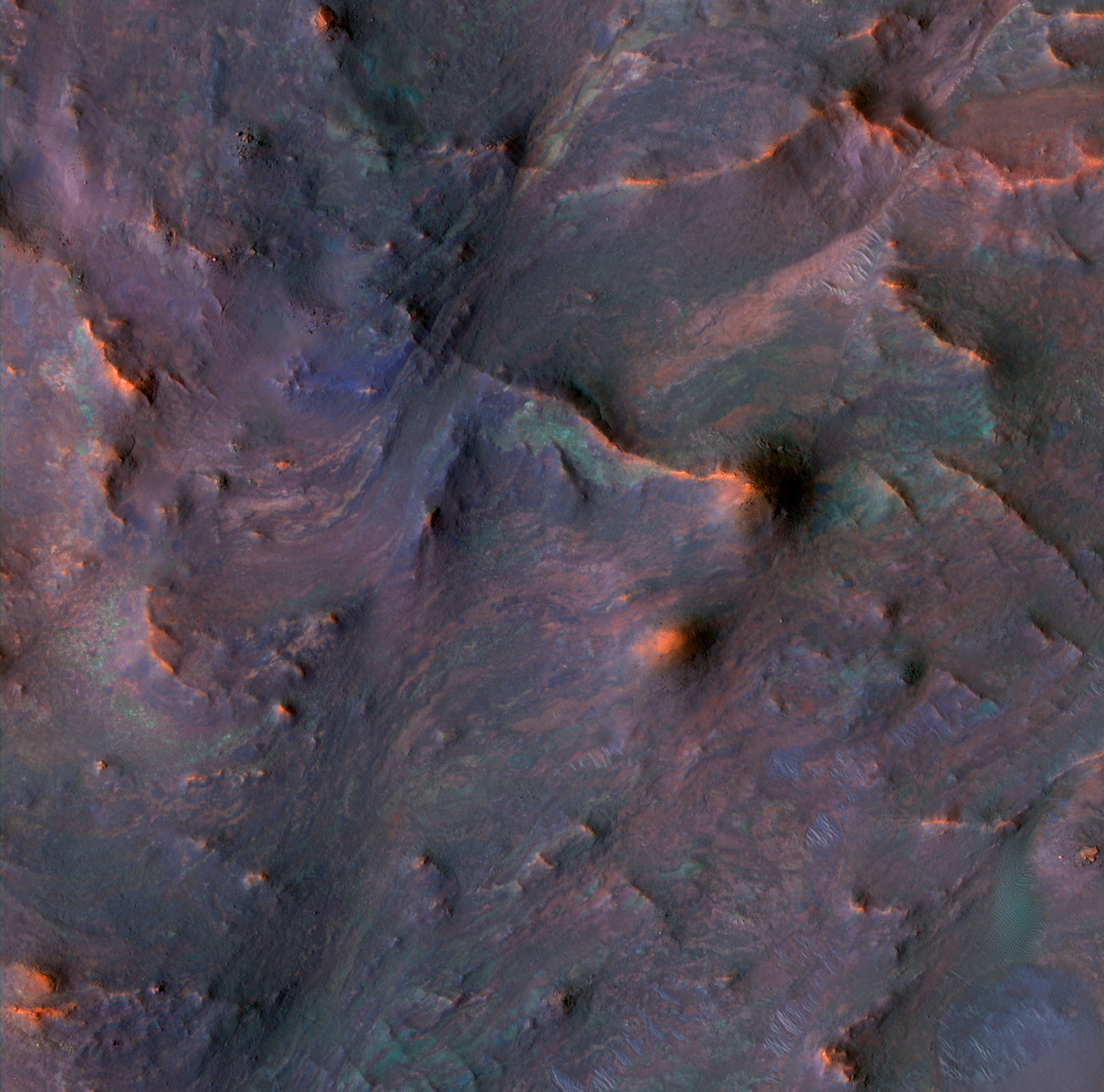
尼罗瑟提斯桌山群中的基岩，该照片宽约1.5公里。在这幅色彩增强图像中，蓝色和绿色通常为铁镁质（富含镁和铁）矿物，它们不会被水改变，而暖色部分则是因像粘土类的蚀变矿物造成的。这个地区的构造很复杂，受到过撞击，可能还有河流和火山活动、构造作用以及侵蚀，这是一处有着复杂地质史的古老地形。

尼罗瑟提斯桌山群(Nilosyrtis Mensae)位于火星卡西乌斯区，其中心坐标为北纬36.87°、东经67.9°，它的东西经度分别为74.4°E和 51.1°E；南北纬度分别是 29.61°N和 36.87°N[2]。尼罗瑟提斯桌山群正对着西面的普罗敦尼勒斯桌山群，二者都坐落在火星分界线上。该桌山群纵横约705公里（438英里），取名自火星古典反照率特征，1973年被国际天文联合会正式接受。
尼罗瑟提斯桌山群的表面被归属为锐蚀地形(Fretted Terrain)。这里有悬崖、台地和宽阔平坦的山谷，其表面地貌被认为是由岩屑覆盖的冰川所造成。这些围绕着丘群和桌山的冰川，被称为舌状岩屑坡；当冰川位于山谷中时，又被称为线状谷底沉积。
 

## 气候变化导致的富冰特征
几十年来，火星上的许多地貌特征，包括尼罗瑟提斯桌山群，都被认为含有大量的冰。这一想法被火星勘测轨道飞行器上的浅层雷达(SHARAD)所证实，勘测结果表明，舌状岩屑坡（LDA）和线状山谷沉积（LVF）都含有纯净水冰，上面覆盖着一层隔温的薄岩层 。在北半球包括尼罗瑟提斯桌山群在内的许多地方都发现了冰。
关于冰的起源，最流行的模型是火星自转轴倾角的巨幅变化所引起的气候改变，有时倾斜角甚至超过80度，巨大的倾斜变化解释了为何火星上有许多富含冰的特征。
研究表明，当火星的倾角从目前的25度倾斜到45度时，两极的冰就不再稳定，此外，在这一高倾角时，固体的二氧化碳(干冰)就会升华，从而增加了大气压力，这种增加的压力会使更多的尘埃保留在大气中，大气中的水分将以雪或冰的形式落在尘埃颗粒上，计算表明这种物质将集中在中纬度地区，火星大气环流模式预测，富冰尘埃将会堆积在已发现有富冰特征的同一区域。
 
当火星倾斜角逐惭回归到较低值时，水冰将会升华(直接变成气体)并留下一层尘埃，留下的沉积覆盖了底层物质。所以每次自转轴的大幅度摇摆循环，都会使一些富冰层留在下面。注意，光滑的表面覆盖层可能只代表相对较新的物质。

## 另请参阅
- 火星地質
- 都特羅尼勒斯桌山群
- 普羅敦尼勒斯桌山群
- 火星分界
- 伊斯墨诺斯湖区
- 冰河